# Psychikó
Psychikó, en grec moderne : Ψυχικό, est une localité du dème de Filothéi-Psychikó, dans le district régional d'Athènes-Nord en Attique, Grèce. Elle est également appelée Paleó Psychikó (Παλαιό Ψυχικό), en français : Vieux Psychikó, par opposition à Néo Psychikó, en français : Nouveau Psychikó. Psychikó est le siège du dème de Filothéi-Psychikó.
Selon le recensement de 2011, la population de la localité s'élève à 9 529 habitants.